# Juan Luis Barrios
Juan Luis Barrios, född den 24 juni 1983, är en mexikansk friidrottare som tävlar i medeldistanslöpning.
Barrios blev 2002 åtta vid junior-VM på 1 500 meter. Vid VM i Osaka 2007 var han i final på 5 000 meter där han slutade på fjortonde plats. Vid samma mästerskap var han i semifinal på 1 500 meter. 
Han deltog vid Olympiska sommarspelen 2008 där han slutade sjua på 5 000 meter. 

## Personliga rekord
- 1 500 meter - 3.37,71
- 5 000 meter - 13.11,37